# Digitaria eriantha
El pasto pangola o pongola (Digitaria eriantha, sin. D. decumbens) es una hierba forrajera perenne originaria de Sudáfrica. Se cultiva para pastoreo de ganado en América, siendo apreciada por su resistencia a la sequía, su versatilidad en cuanto a los suelos y su rápido crecimiento.

## Características
El pangola es un pasto estolonífero, vigorosa, de porte semierecto, que cubre densamente el suelo. Alcanza los 100 cm de altura. Presenta hojas lineales, de entre 7 y 9 mm de ancho, lisas por ambas caras, con la vaina ovalada y ligeramente pubescente. La lígula es membranosa, de cerca de 3 mm de largo. Presenta una inflorescencia en espiga al extremo de un largo pedúnculo, formada por espículas glabras de flores estériles.
Digitaria eriantha var. stolonifera Stapf es una variedad de pasto forrajero con las siguientes características:
Tipo de uso:
- Forrajero: Se utiliza principalmente como pasto para ganado, apreciado por su alta producción de biomasa y buena calidad nutritiva.
Altura y tamaño:
- Altura: Puede alcanzar de 40 a 100 cm.
- Tamaño: Tiene un crecimiento rastrero y se propaga por estolones, formando una densa cobertura del suelo que ayuda a controlar la erosión.
Características de las hojas:
- Forma y textura: Las hojas son largas, estrechas y lanceoladas, con una textura suave y un color verde claro a medio.
- Longitud: Las hojas miden entre 20 y 30 cm de largo.
Capacidad de ahijamiento:
- Moderada a alta: Produce varios brotes secundarios, aumentando la densidad del pasto y asegurando una cobertura vegetal más completa.
Ciclo de cultivo:
- Perennidad: Es perenne, lo que permite que viva varios años con buen manejo. Es adecuada para pastoreo continuo o rotacional.
- Ciclo anual: Aunque es perenne, muestra un crecimiento más vigoroso durante la temporada de lluvias y se recupera rápidamente tras el pastoreo o corte.

## Hábitat y distribución
Es originaria del Transvaal sudafricano; es introdujo en 1935 a Estados Unidos, donde la Estación Experimental Agrícola de Gainesville, Florida, desarrolló variedades de uso comercial. Hoy se emplea en toda América, en especial en México y Venezuela.
Nativa de clima tropical, tolera bien los regímenes subtropicales en condiciones moderadas de lluvia, con más de 800 mm anuales. Se cultiva entre el nivel del mar hasta los 2.000 m s. n. m., aunque el rendimiento es muy inferior por encima de los 1.200 m s. n. m. Es susceptible a las heladas.
Crece en varios tipos de suelos, desde arenosos hasta arcilloso-pesados, prefiriendo los francoarcillosos y francoarenosos bien drenados. Tolera mal el exceso de humedad, y si bien soporta cortos períodos de inundación el anegamiento prolongado la ahoga. Es marcadamente acidófila, y bastante exigente en cobre.

## Cultivo
La inmensa mayoría de las plantas no produce semilla viable, por lo cual se propaga por estolones. Se utilizan aún verdes, pero ya no suculentos, utilizándose unos 1500 a 2000 kg/ha para la siembra al voleo. El abono previo favorece el crecimiento, ya que es exigente en nitrógeno, fósforo y potasio; en suelos de llanura se aplica alrededor de 400 kg/ha de abono en una fórmula NPK 12-12-12. 
Resiste bien el pastoreo y el pisoteo mientras no se la ramonee constantemente a ras de suelo, por lo que se emplea para ceba intensiva, así como para producción de heno. Puede cultivarse conjuntamente con Trifolium repens o Lotonomis bainesii, que son menos exigentes en nitrógeno.

## Taxonomía
Digitaria eriantha fue descrita por Ernst Gottlieb von Steudel y publicado en Flora 12(2): 468–469. 1829.
Etimología
Digitaria: nombre genérico derivado del latín dígitus = (dígito o dedo) ya que se distinguen por sus alargadas inflorescencias que parecen dedos.
eriantha: epíteto latíno que significa "con flores lanudas".
Variedades
- Digitaria eriantha subsp. pentzii (Stent) Kok
- Digitaria eriantha var. stolonifera Stapf

Sinonimia
- Digitaria bechuanica (Stent) Henrard
- Digitaria commutata subsp. eriantha (Steud.) Maire
- Digitaria dinteri Henrard
- Digitaria geniculata Stent
- Digitaria glauca A.Camus
- Digitaria pentzii var. minor Stent
- Digitaria setivalva Stent
- Digitaria smutsii Stent
- Digitaria stentiana Henrard
- Digitaria valida var. glauca Stent[1]
- Digitaria hiascens Mez
- Digitaria livida Henrard
- Digitaria nemoralis Henrard
- Digitaria umfolozi D.W.Hall
- Syntherisma erianthum (Steud.) Newbold[4][5]

subsp. pentzii (Stent) Kok
- Digitaria decumbens Stent
- Digitaria pentzii Stent
- Digitaria valida Stent

var. stolonifera Stapf
- Digitaria pentzii var. stolonifera (Stapf) Henrard